# Second Flight
「Second Flight」（セカンド・フライト）は、KOTOKOと佐藤裕美のシングル。

## 概要
ランティスよりテレビアニメ『おねがい☆ツインズ』のオープニングテーマとしてリリースされた楽曲で、ボーカルにはKOTOKOに加え、アニメ・PCゲームの主題歌で活躍している佐藤裕美を起用。カップリングは、前作に引き続き川田まみが同番組のエンディングテーマ「明日への涙」を担当している。I'veが他の所属レーベルの歌手とユニットを組んだのは、後にも先にもこの曲のみである。

## チャート成績
オリコンウィークリーチャートで初登場15位を記録した。チャート登場回数は16回。初動売上は15,829枚を記録し、累計34,947万枚のセールスを記録した。

## 収録曲
（全作詞：KOTOKO）
1. Second Flight [5:40]
歌：KOTOKO、佐藤裕美
作曲：高瀬一矢、編曲：高瀬一矢、中沢伴行
  - 曲の間奏に、2人による語りのパートがある。
2. 明日への涙 [6:25]
歌：川田まみ
作曲・編曲：中沢伴行
3. Second Flight（off Vocal ver.）
4. 明日への涙（off Vocal ver.）

## 収録アルバム
| 曲名          | 収録アルバム                   | 発売日         | 備考            |
| ------------- | ------------------------------ | -------------- | --------------- |
| Second Flight | Photograph                     | 2005年2月23日  | TV Sizeで収録。 |
| Second Flight | 佐藤ひろ美 THE BEST -Sky Blue- | 2010年9月22日  |                 |
| 明日への涙    | Photograph                     | 2005年2月23日  | TV Sizeで収録。 |
| 明日への涙    | MAMI KAWADA BEST BIRTH         | 2013年2月13日  |                 |
| 明日への涙    | MAMI KAWADA BEST "F"           | 2016年11月22日 |                 |